# Kanton Villeneuve-le-Roi
Kanton Villeneuve-le-Roi is een voormalig kanton van het Franse departement Val-de-Marne. Het kanton maakte deel uit van het arrondissement Créteil. 
Het werd opgeheven bij decreet van 17 februari 2014 met uitwerking in maart 2015.

## Gemeenten
Het kanton Villeneuve-le-Roi omvatte de volgende gemeenten:
- Ablon-sur-Seine
- Villeneuve-le-Roi (hoofdplaats)